# تأسيس سنغافورة المعاصرة

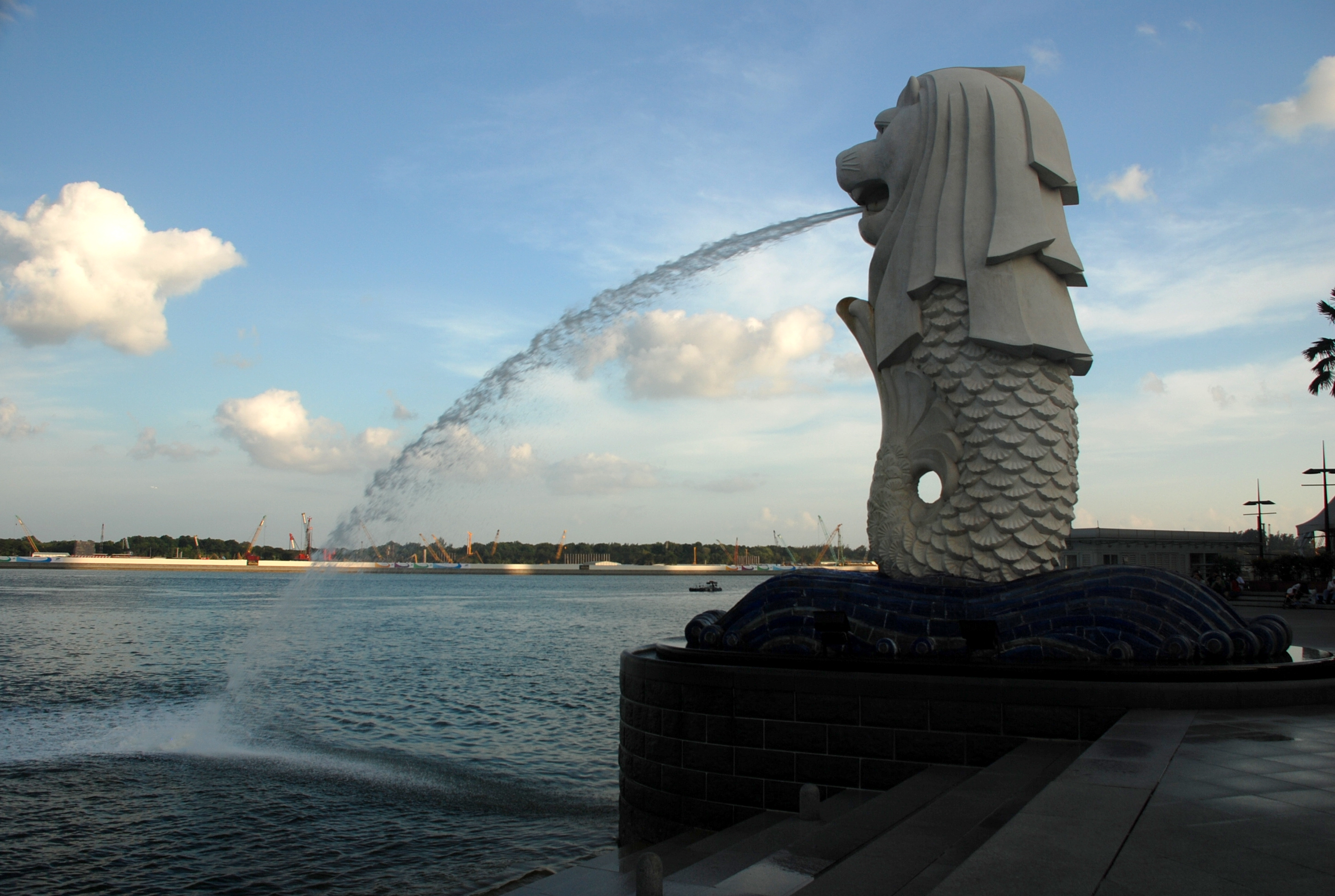
تمثال ميرليون: رمز سنغافورة الحديثة وتأسيس هويتها الوطنية

أدى إنشاء مركز تجاري بريطاني في سنغافورة في عام 1818 من قبل السير توماس ستامفورد رافلز إلى تأسيسها كمستعمرة بريطانية في عام 1824، وقد فُهم هذا الحدث عمومًا باعتباره علامة لتأسيس سنغافورة الاستعمارية، بحيث أُلغيت منزلتها كميناء كما كانت في عصري سريفيجايا وماجاباهيت القديمين، وكجزء من سلطنتي ملقا وجوهر في فترة لاحقة.

## وصول رافلز
في عام 1818، عُيّن السير توماس ستامفورد رافلز في منصب نائب الحاكم في المستعمرة البريطانية في بينكولين. رأى رافلز أنه ينبغي على البريطانيين إيجاد طريقة لتحدي هيمنة الهولنديين في المنطقة. مر طريق التجارة بين الصين والهند البريطانية عبر مضيق ملقا، ومع تنامي التجارة مع الصين، أصبح هذا الطريق فيما بعد ذا أهمية متزايدة. ومع ذلك، كان الهولنديون مسيطرين بإحكام على التجارة في المنطقة، واعتزموا تطبيق الحقوق الحصرية لسفن شركاتها على التجارة، كما ينبغي أن تتم هذه التجارة في مركز التجارة الخاص بها، باتافيا. كانت السفن التجارية البريطانية تخضع لضرائب باهظة على الموانئ الهولندية، ما أدى إلى خنق التجارة البريطانية في المنطقة.
وجد رافلز أن الطريقة لتحدي الهولنديين هي إنشاء ميناء جديد في المنطقة، ولكن لم تكن الموانئ البريطانية الحالية في مواقع إستراتيجية بشكل كافٍ لتصبح مراكز تجارية رئيسية. كانت بينانق في الشمال بعيدًا من الجزء الجنوبي الضيق من مضيق ملقا الذي يسيطر عليه الهولنديون، بينما واجهت بينكولين المحيط الهندي بالقرب من مضيق سوندا، الذي يُعد منطقة أقل أهمية إذ إنها بعيدة جدًا عن طريق التجارة الرئيسية. كانت العديد من المواقع الأخرى المحتملة إما مسيطر عليها من قبل الهولنديين، أو كانت لديها مشاكل أخرى.
في عام 1818، تمكن رافلز من إقناع اللورد هاستينغز، الحاكم العام للهند آنذاك ورئيسه في شركة الهند الشرقية البريطانية، بتمويل حملة استكشافية لإنشاء قاعدة بريطانية جديدة في المنطقة، ولكن بشرط ألا يعادي ذلك الهولنديين. سعى رافلز في البحث بعد ذلك لعدة أسابيع ووجد العديد من الجزر التي تبدو واعدة، ولكنها إما كانت محتلة بالفعل من قبل الهولنديين، أو كانت تفتقر إلى ميناء مناسب.
استقر رافلز في جزيرة سنغافورة في نهاية الأمر بسبب موقعها في الطرف الجنوبي لشبه جزيرة ملايو، بالقرب من مضيق ملقا، وبسبب مرفئها الطبيعي الممتاز أيضًا، وإمداداتها من المياه العذبة وكذلك من الأخشاب لإصلاح السفن. الأهم من كل ذلك، لم تكن مشغولة من قبل الهولنديين.
وصلت بعثة رافلز إلى سنغافورة في 29 يناير 1819 (على الرغم من أنها هبطت في جزيرة سانت جون في اليوم السابق). وجد مستوطنة تابعة للملايو عند مصب نهر سنغافورة، وكانت برئاسة التيمينغونغ (رئيس الأمن العام) عبد الرحمن، وتحت حكم سلطان جوهر. كان التيمينغونغ قد انتقل في الأصل إلى سنغافورة من جوهر في عام 1811 مع مجموعة من الملايو، وعندما وصل رافلز، كان هناك ما يقدر بنحو 150 شخصًا يحكمهم التيمينغونغ، معظمهم من الملايو، إضافة إلى نحو 30 صينيًا. على الرغم من أن الجزيرة كانت محكومة اسميًا من جوهر، إلا أن الوضع السياسي كان غير مستقر بالنسبة له في ذلك الوقت. فقد كان سلطان جوهر المُلزم، التينغكو عبد الرحمن، خاضعًا لسيطرة الهولنديين والبوقس، ولم يوافق أبدًا على إقامة قاعدة بريطانية في سنغافورة. على الرغم من ذلك، كان عبد الرحمن سلطانًا فقط لأن شقيقه الأكبر، التينغكو حسين، المعروف أيضًا باسم التينغكو لونج، بعيدًا عن باهانغ من أجل الزواج عندما توفي والدهما. كان حسين آنذاك يعيش في المنفى في جزر رياو.